# كيم دا-سول
كيم دا-سول (هانغل: 김다솔) هو لاعب كرة قدم كوري جنوبي في مركز حراسة المرمى، ولد في 4 يناير 1989 في كوريا الجنوبية. لعب مع بوهانغ ستيلرز.

## وصلات خارجية
- كيم دا-سول على موقع دوري كوريا الجنوبية (الإنجليزية)
- كيم دا-سول على موقع قاعدة بيانات كرة القدم.إي يو (الإنجليزية)